# Directo al corazón (álbum de Miguel Ríos)
Directo al corazón es el decimoctavo álbum de Miguel Ríos, editado por Polydor en 1991.
El disco consta de 10 canciones (11 en la edición en CD), y fue producido artísticamente por el prestigioso sesionista y productor colombiano Chucho Merchán y Tato Gómez, con la producción ejecutiva del propio Miguel Ríos, y la colaboración de Paco Palacios.
La canción que da título al disco se cortó como sencillo y fue el tema más difundido del LP; este fue el último álbum de Miguel Ríos para el sello Polydor, al cual estuvo ligado a lo largo de los años 70 y 80.

## Lista de canciones
1. Hay chicas - 4:05
2. Hasta que olvides - 4:20
3. La luna turca - 4:04
4. Libres (en medio de la noche) - 4:04
5. Más solo que Dios - 4:36
6. Directo al corazón - 4:37
7. El beso del poder - 3:43
8. Al sur, al sur (persona non grata) - 3:47
9. La otra Marilyn - 3:57
10. El Cielo esperará - 5:00
11. El chico de la tapa [CD bonus track] - 3:05